# Merophysia sicula
Merophysia sicula là một loài bọ cánh cứng trong họ Endomychidae. Loài này được Kiesenwetter miêu tả khoa học năm 1872.